# Daniele Portanova
Daniele Portanova est un footballeur italien né le 17 décembre 1978 à Rome. Il évoluait au poste de défenseur.
Son fils, Manolo Portanova, est également footballeur.

## Biographie
Daniele Portanova joue principalement en faveur des équipes de Sienne et de Bologne.
Il dispute plus de 300 matchs en Serie A, inscrivant 17 buts. Il réalise sa meilleure performance lors de la saison 2004-2005, où il inscrit quatre buts en 26 rencontres avec le club de l'AC Sienne.
Il obtient son meilleur classement en Serie A lors de la saison 2011-2012, où il termine neuvième du championnat avec le Bologne FC.
Il dispute les quarts de finale de la Coupe d'Italie en janvier 2013 avec le Bologne FC, face à l'Inter Milan.